# Raives
Pour les articles ayant des titres homophones, voir Rêve (homonymie), Rave party, Rèves et Gerard Reve.
Raives, de son nom civil Guy Servais, né le 25 juillet 1959 à Liège (Wallonie) est un dessinateur et un coloriste et de bande dessinée belge d'expression française.

## Biographie
Guy Servais naît le 25 juillet 1959 à Liège. Il collabore en 1985 avec Éric Warnauts pour les deux volumes de Paris perdu, puis de manière constante depuis 1987 pour de nombreuses autres séries, dont Lou Cale. De 2019 à 2023, il publie en association avec Éric Warnauts Purple Heart, une quadrilogie aux éditions Le Lombard. En 2023, il contribue au Tintin numéro spécial 77 ans. Toujours en duo avec Éric Warnauts, il lance le triptyque Ciel d'orages dont le premier volet London Burning sort en 2024 aux éditions Le Lombard. Le récit a pour toile de fond la bataille d'Angleterre et met en scène deux pilotes de chasse Kate Kavendish et Jimmy Kane.
Raives est également le coloriste de tous les albums de Jean-Claude Servais depuis 1995.
Raives demeure à Fanzel et pour le plaisir il réalise des aquarelles.

## Publications

### One shots
- Moonlight serenades, Éd. du Miroir, Louvain-la-Neuve, 1986
Scénario et dessin : Warn's - Couleurs : quadrichromie - (ISBN 2-87142-010-1) édité erroné — par Éric Warnauts et Raives.
- 1988 : Congo 40, par Éric Warnauts et Raives, Tournai, Casterman, coll. « (À suivre) »,Réédition in Congo blanc[7], Daniel Maghen, 2024  (ISBN 9782356741783).
- 1991 : L'Innocente, par Éric Warnauts et Raives, Tournai, Casterman, coll. « Studio (A Suivre) », réédition en 2015[8]
- 1992 : Équatoriales, par Éric Warnauts et Raives, Tournai, Casterman, coll. « Studio (A Suivre) »
- 1995 : L'Envers des rêves, par Éric Warnauts et Raives, Tournai, Casterman, coll. « Studio (A Suivre) »
- 1996 : Lettres d'outremer[9], par Éric Warnauts et Raives, Tournai, Casterman, coll. « Studio (A Suivre) »  (ISBN 2-203-38876-5)
- 1998 : La Contorsionniste, par Éric Warnauts et Raives, Tournai, Casterman
- 1999 : Kin' la belle[10],[11], par Éric Warnauts et Raives, scénario de Michel Vandam, Tournai, Casterman  (ISBN 2203389192)
- 2007 : Fleurs d'ébène[12], par Éric Warnauts et Raives, Bruxelles, Casterman,Réédition in Congo blanc[7], Daniel Maghen, 2024  (ISBN 9782356741783).
- 2008 : À Cœurs perdus, par Éric Warnauts et Raives, Bruxelles, Casterman[13]
- 2010 : Liberty, par Éric Warnauts et Raives, Bruxelles, Casterman[14]
- Sous les pavés[15],[16],[17], Le Lombard, coll. « Signé », Bruxelles, 27 avril 2018
Scénario : Éric Warnauts - Dessin : Éric Warnauts et Raives - Couleurs : Raives -  (ISBN 978-2-8036-7169-4)

### Avec Jean-Claude Servais comme coloriste
- Les Seins de café tome 1, Dupuis, coll. « Repérages », 1995
- Les Seins de café tome 2, Dupuis, coll. « Repérages », 1996
- La Belle Coquetière tome 1, Dupuis, coll. « Repérages », 1997
- La Belle Coquetière tome 2, Dupuis, coll. « Repérages », 1997
- Fanchon, Dupuis, coll. « Aire libre », 1998
- La Lettre froissée tome 1, Dupuis, coll. « Repérages », 1999
- La Lettre froissée tome 2, Dupuis, coll. « Repérages », 2000
- Déesse blanche, déesse noire tome 1, Dupuis, coll. « Aire libre », 2001
- Déesse blanche, déesse noire tome 2, Dupuis, coll. « Aire libre », 2002
- Lucye, Casterman 2003
- Le Tempérament de Marilou tome 1, Dupuis, coll. « Repérages », 2003
- Le Tempérament de Marilou tome 2, Dupuis, coll. « Repérages », 2004
- L'Assassin qui parle aux oiseaux première partie, Dupuis, coll. « Aire libre », 2005
- L'Assassin qui parle aux oiseaux tome 2, Dupuis, coll. « Aire libre », 2005
- Les Enfants de la citadelle - première partie, Casterman  2006
- Les Enfants de la citadelle - seconde partie, Casterman  2007

- Le Dernier Brame, Dupuis, coll. « Aire libre », 2011

- Le Chalet bleu, Dupuis, coll. « Aire libre », 2018
- Le Fils de l'ours, Dupuis coll. « Aire libre », 2019

#### Le Loup m'a dit
- 1. Première partie[69], Dupuis, coll. « Aire libre », Marcinelle, 23 octobre 2020
Scénario et dessin : Jean-Claude Servais - Couleurs : Raives -  (ISBN 979-10-347-4790-0)
- 2. Seconde partie[70], Dupuis, coll. « Aire libre », Marcinelle, 1 octobre 2021
Scénario et dessin : Jean-Claude Servais - Couleurs : Raives -  (ISBN 979-10-347-5339-0),Dossier de 8 pages en fin d'album.

- Bellem[71],[72], Dupuis, coll. « Aire libre », Marcinelle, 28 octobre 2022
Scénario et dessin : Jean-Claude Servais - Couleurs : Raives -  (ISBN 979-10-34763-09-2)

La Faune symbolique
- 1. Renard rusé, Dupuis, Marcinelle, 13 octobre 2023
Scénario et dessin : Jean-Claude Servais - Couleurs : Raives -  (ISBN 9782808502733)
- 2. Le Roi cerf, Dupuis, Marcinelle, 11 octobre 2024
Scénario et dessin : Jean-Claude Servais - Couleurs : Raives -  (ISBN 9782808505161)

### Collectifs
- C'est fou le foot sans les règles, Pictoris studio, mai 1998
Scénario : collectif - Dessin : collectif dont Éric Warnauts et Raives - Couleurs : quadrichromie -  (ISBN 2-84153-100-7)
- Marie Moinard et collectif, En chemin elle rencontre... : Les artistes se mobilisent contre la violence faite aux femmes, Vincennes/Paris, Des ronds dans l'O / Amnesty International, septembre 2009, 96 p. (ISBN 978-2-917237-06-9)
- Numéro spécial 77 ans - L'hommage des auteurs et autrices d'aujourd'hui aux personnages mythiques du journal Tintin, Éditions Moulinsart-Le Lombard, Bruxelles, 8 septembre 2023
Scénario : collectif - Dessin : collectif dont Raives - Couleurs : quadrichromie -  (ISBN 2-85815-201-2)
- 2. Opus Humano 1985-1995, Les Humanoïdes associés, 6 novembre 2024
Scénario : collectif - Dessin : collectif dont Warn's et Raives - Couleurs : quadrichromie -  (ISBN 978-2-7316-2809-8)

### Illustration de livres jeunesse
- La Renarde, par Laurence Bourguignon, Guy Servais (ill.), éd. Mijade, Namur, 2009  (ISBN 9782871426837)

### En revues, journaux et fanzines
- participation à èkwè chal - magazine BD[75] en 1986.

## Prix et récompenses
- 1991 :  prix du meilleur scénario décerné par la Chambre belge des experts en bande dessinée[76] pour L’Innocente, ex aequo avec Yves Swolfs ;
- 1996 :  grand prix du festival de Lille organisé par la SMENO[77] avec Éric Warnauts ;
- 1998 :  prix du meilleur dessin décerné par la Chambre belge des experts en bande dessinée[76] pour Suites vénitiennes avec Éric Warnauts ;
- 2014 : Citoyen d'honneur de Liège[78].

#### Livres
: document utilisé comme source pour la rédaction de cet article.
- Jacques Fiérain, « Raives », dans La BD dans les provinces de Liège, Namur et Luxembourg, Charleroi, Éd. l'Âge d'or, 2004, 112 p., ill. ; 31 cm (ISBN 9782960019698, OCLC 470388297, présentation en ligne), p. 88.
- Patrick Gaumer, « Raives », dans Dictionnaire mondial de la BD, Paris, Larousse, 2010, 953 p., ill. ; 27 cm (ISBN 978-2-0358-4331-9 et 2-0358-4331-6, OCLC 920924930, présentation en ligne), p. 708.

#### Périodiques
- Éric Warnauts et Raives (interviewés par Thierry Wagner), « Case à case : Dans le bouillon de mai - Entretien avec Éric Warnauts et Guy Raives », Casemate, no 114,‎ mai 2018.

#### Articles
- Jean-Luc Bodeux, « Le portrait du lundi Raives, c'est l'autre Servais Je suis partant pour exposer ici... Guy Servais (Raives) Dessinateur », Le Soir,‎ 12 février 2003 (lire en ligne , consulté le 4 avril 2024)
- Jean-Luc Bodeux, « L'Après-Guerre de Raives et Warnauts », Le Soir,‎ 22 avril 2014 (lire en ligne, consulté le 11 août 2022)
- Jean-Laurent Truc, « Interview : Avec Warnauts et Raives, Sous les pavés de 68 il y avait bien la plage », Ligne claire,‎ 20 avril 2018 (lire en ligne).
- Éric Warnauts et Raives (interviewés par Christian Missia Dio), « Interviews : Warnauts et Raives (Ciel d’orages) : « Purple Heart n’est pas terminée... » », Actuabd,‎ 16 août 2024 (lire en ligne, consulté le 7 septembre 2024).

### Vidéographie
- [vidéo] « Éric Warnauts et Guy interview "Liège, terre de BD", festival international de la BD de Liège, 23e édition (2016) », sur YouTube